# Hippomedon denticulatus
Hippomedon denticulatus är en kräftdjursart som först beskrevs av Charles Spence Bate 1857.  Hippomedon denticulatus ingår i släktet Hippomedon och familjen Lysianassidae. Arten är reproducerande i Sverige. Inga underarter finns listade i Catalogue of Life.